# Acanthotoca muelleri
Acanthotoca muelleri là một loài bướm đêm trong họ Geometridae.